# Rouziers-de-Touraine
Rouziers-de-Touraine ist eine französische Gemeinde mit 1.355 Einwohnern (Stand: 1. Januar 2022) im Département Indre-et-Loire in der Region Centre-Val de Loire; sie gehört zum Arrondissement Chinon und zum Kanton Château-Renault. Die Einwohner werden Rouziérois und Rouziéroises genannt.

## Geographie
Die Gemeinde Rouziers-de-Touraine liegt in der historischen Provinz Touraine, etwa 13 Kilometer nordnordwestlich von Tours. Umgeben wird Rouziers-de-Touraine von den Nachbargemeinden Beaumont-Louestault im Norden, Nouzilly im Nordosten und Osten, Cerelles im Südosten und Süden, Saint-Antoine-du-Rocher im Südwesten und Westen, Semblançay im Westen sowie Neuillé-Pont-Pierre im Nordwesten.

## Bevölkerungsentwicklung
| Jahr                       | 1962 | 1968 | 1975 | 1982 | 1990 | 1999 | 2006 | 2012 | 2021 |
| Einwohner                  | 552  | 503  | 541  | 630  | 756  | 1038 | 1194 | 1216 | 1348 |
| Quellen: Cassini und INSEE |      |      |      |      |      |      |      |      |      |

## Sehenswürdigkeiten
- Kirche Saint-Symphorien aus dem 12. Jahrhundert
- Heimatmuseum
- Schlösser Beau Chêne, La Morandière, Fontaine und Rochefort
- Wasserturm

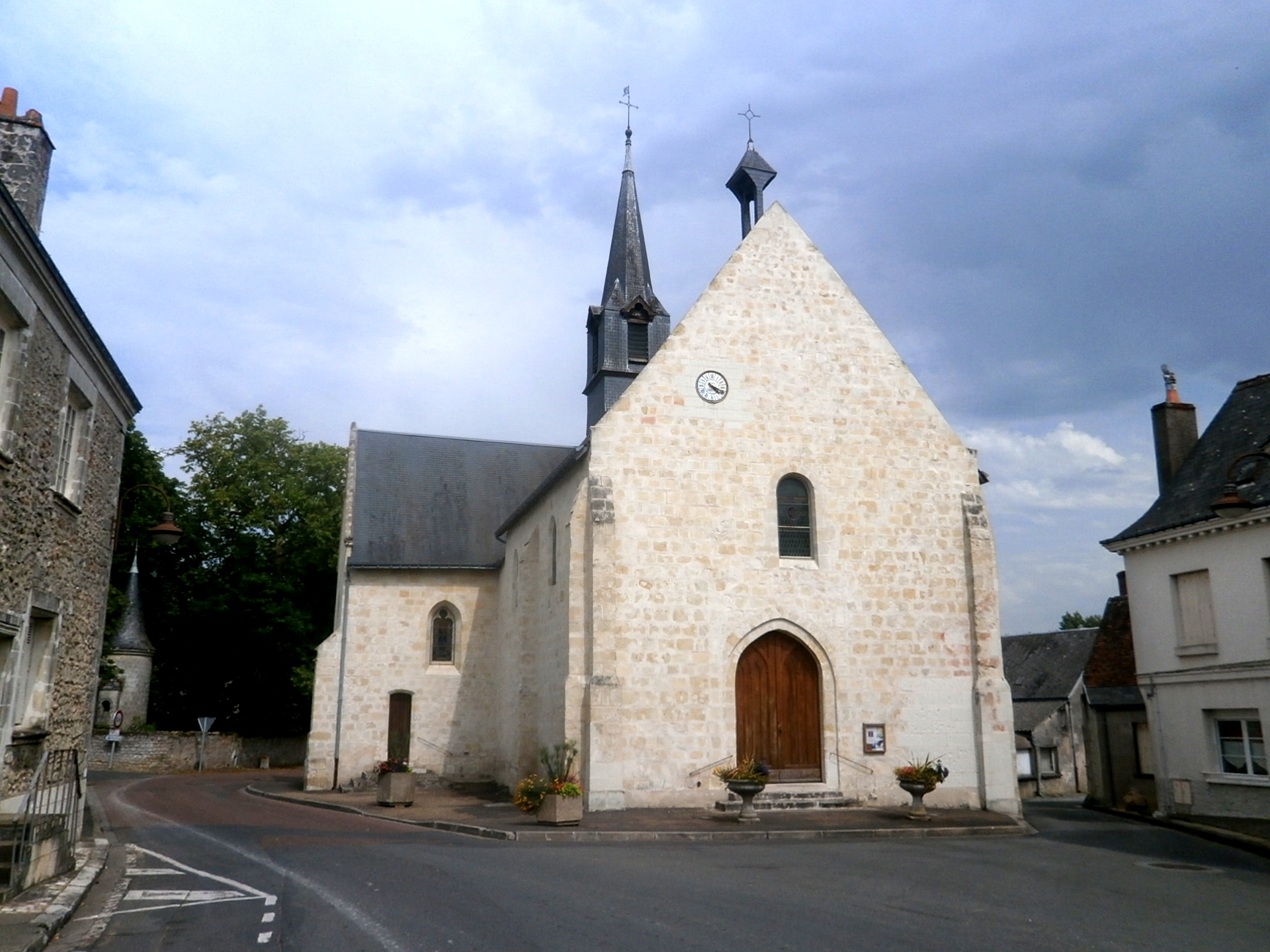
Kirche Saint-Symphorien